# Ghiacciaio Cumbie
Il Ghiacciaio Cumbie (in lingua inglese: Cumbie Glacier) è un corto e ripido ghiacciaio antartico, situato nei Monti Alessandra subito a est degli Scott Nunataks e che fluisce in direzione nord verso la Piattaforma di ghiaccio Swinburne lungo il fianco sudoccidentale della Sulzberger Bay, in Antartide.
Il ghiacciaio è stato mappato dall' United States Geological Survey (USGS) sulla base di rilevazioni e foto aeree scattate dalla U.S. Navy nel periodo 1959-65.
La denominazione è stata assegnata dall' Advisory Committee on Antarctic Names (US-ACAN) in onore di William A. Cumbie, Jr., della U.S. Navy, tecnico elettronico degli aerei e operatore radio a bordo dell'aereo Douglas C-47 Dakota/Skytrain dotato di pattini da sci, con il quale il retroammiraglio George J. Dufek fece il primo atterraggio aereo al Polo Sud geografico il 31 ottobre 1956.